# بوتی (چاقو)
بوتی یک ابزار برش است، رایج‌ترین مناطق استفاده‌کننده از این ابزار در نپال، ماهاراشترا، جنوب هند، بیهار، پاکستان، تری پورهار ، تری‌پور و منطقه بنگال و آسام قرار دارد.
این ابزار یک تیغه منحنی بلند برای بریدن است که روی سکویی که توسط پا پایین نگه داشته می‌شود. از هر دو دست برای نگه داشتن موادی که در حال برش است استفاده می‌شود و مواد به سمت تیغه حرکت می‌کند. سمت تیزتر رو به کاربرقرار دارد. این روش کنترل بسیار خوبی بر فرایند برش می‌دهد و به همین علت می‌تواند برای برش دادن هر چیزی از میگوی ریز گرفته تا کدو تنبل بزرگ استفاده شود.

## تغییرات و نام‌ها
نسخه بزرگتر این ابزار با تیغه بزرگتر برای تخلیه شکم و بریدن ماهی استفاده می‌شود. نسخه دیگری از این ابزار شامل ناریال خوروچنی (رنده نارگیل) به شکل یک رویه گرد مسطح با دندانه‌های کوچک کوسه مانند در اطراف آن است تا نارگیل را اره کند. دائو یا داا (یکی از انواع مختلف نام‌های این چاقو در بنگلادش، به‌طور خاص در استان‌های چیتاگونگ و سلهت است) گونه ای از بوتی دستی است.
این ابزار برش مختص بنگال نیست و در مناطق سراسر شبه قاره هند از آن استفاده می‌شود. در زبان‌های مختلف با نام‌های مختلفی شناخته می‌شود. این نام‌ها در زبان‌ها یا مناطق مختلف هندی عبارتند از:
- نپالی: چولسی
- تامیل: Arivalmanai یا آرووامانای
- مالایالام: چیراوا
- تلوگو: کاتیپیتا
- کونکانی: آدولی
- مراتی: ویلی یا مورلی
- اودیا: پانیخی
- بحار: پیردای یا پهسل

## هدف
این ابزار برای آشپزها طراحی شده است تا بتوانند به راحتی روی زمین بنشینند و سبزیجات و گوشت را در حالی که یک پا روی پایه چوبی تا شده و پای دیگر کشیده است، برش دهند. خراش نارگیل در تمام ایالت‌هایی که در بالا ذکر شد وجود دارد که نارگیل بیشتری تولید و در آشپزی استفاده می‌کنند.